# Pedro José Pinazo Arias
Pedro José Pinazo Arias (Màlaga, 18 de gener de 1985) és un jugador de futbol andalús. Se'l coneix esportivament com a Perico. Sobre el camp ocupa qualsevol parcel·la del migcamp, encara que preferiblement la banda esquerra. Va començar la seva carrera esportiva al club de la seva ciutat. En 2003, amb divuit anys, es proclamà campió d'Espanya juvenil, al mateix temps que debutava a Primera divisió en una intranscendent darrera jornada a Son Moix. Després de guanyar-se un lloc al primer equip, en finalitzar la temporada 2006/07 va marxar amb la carta de llibertat per defensar els colors del CE Castelló.

## Palmarès
- 1 Campionat de Lliga juvenil: 2002/03 amb el Málaga Juvenil.

## Altres mèrits
- 1 ascens de Segona B a Segona A: 2002/03 amb el Málaga B.